# Volcan des Alizés
Pour les articles homonymes, voir Alizé (homonymie).
Le volcan des Alizés, d'abord appelé Proto-Fournaise, est un volcan ancien sur lequel s'est édifié le massif du piton de la Fournaise, au sud-est de l'île de La Réunion. Contemporain du piton des Neiges, son activité a pu débuter il y a plus de 1,8 million d'années et s'achever entre 600 et 400 000 ans avant notre ère. Son cratère devait se situer à l'est de l'actuel piton de la Fournaise, vers le Grand Brûlé. Il devait culminer aux alentours de 2 000 mètres d'altitude. Il s'est démantelé dans de grands glissements de flancs. Des vestiges de cet édifice majeur ont été dragués au large de l'enclos Fouqué et observés, entre autres, dans la rivière des Remparts.